# Dicamptodontidae
A Dicamptodontidae a  kétéltűek (Amphibia) osztályába tartozó és a farkos kétéltűek (Caudata) rendjébe tartozó család.

## Rendszerezés
A családba az alábbi 1 nem és 4 faj tartozik:
- Dicamptodon (Strauch, 1870) – 4 faj 
  - idahói óriás harántfogúgőte (Dicamptodon aterrimus)
  - Cope óriás harántfogúgőte (Dicamptodon copei)
  - kaliforniai óriás harántfogúgőte (Dicamptodon ensatus)
  - óriás harántfogúgőte (Dicamptodon tenebrosus)